# Croton argentinus
Espèce
Croton argentinus est une espèce de plantes à fleurs du genre Croton et de la famille des Euphorbiaceae, présente en Argentine.
Il a pour synonyme :
- Croton argentinus var. chloropetalus Müll.Arg.
- Oxydectes argentina (Müll.Arg.) Kuntze